# Fuerza de la Velocidad
La Fuerza de la Velocidad (en Latinoamérica y en España «Fuerza Veloz»), originalmente «Speed Force», es un concepto ficticio presentado en varios cómics publicados por DC Comics, principalmente en relación con varios velocistas en el Universo DC. Para ser un velocista se necesita materia oscura, que se va a unir al cuerpo humano y también se necesita el golpe de un rayo. Al juntarse todo eso va a haber una reacción en el cuerpo y la materia oscura va a juntarse con las propiedades del rayo dándote la velocidad.

## Fuerza de la velocidad
La Fuerza de la Velocidad es una fuerza de energía extradimensional vagamente definida, a partir de la cual los súperheroes reciben poderes de súper velocidad, por ejemplo los múltiples héroes conocidos como Flash, Barry Allen, Wally West y Bart Allen, Johnny Quick, Jesse Quick / Liberty Belle y Max Mercury. La Fuerza de Velocidad también es vista como una cuasiubicación, a la que pueden llegar los velocistas (speedsters). Max Mercury viajó a través del tiempo como resultado de sus esfuerzos para entrar en la Fuerza de la Velocidad y cada vez que lo intentó avanzó varias décadas en el futuro. Bart Allen podía controlarla y podía entrar en «comunión» con los espíritus en la Fuerza de Velocidad a través de la meditación. Los velocistas al morir, se hacen uno con la Fuerza de Velocidad, pues para ellos supone una vida después de la muerte. 
La Fuerza de la Velocidad solo existe en el Multiverso DC. Y es un don que se les confieren a los velocistas lo que les permite viajar en el tiempo y les da otros grandes dotes
En el cómic Flash: Renacimiento, Max Mercury le revela a Barry Allen/The Flash que él creó a la fuerza de la velocidad, cuando Barry corre genera una barrera cinética entre el presente y el futuro, el mismo es el generador de la fuerza de la velocidad, por lo tanto no se le puede drenar la energía de la fuerza de la velocidad.￼aparte que puede generarse en el universo aunque no se han comprobado que pueda otorgar poderes no se significa que sea imposible

## Black Flash
El Black Flash es la representación de la Muerte relacionada con la Fuerza de la Velocidad, y la entidad responsable de reclamar a los velocistas cuando mueren. Se representa como un cadáver pudriéndose, usando una versión en negro (con molduras de color rojo) del traje de Flash. 

## Estatus y futuro
Durante los acontecimientos de Crisis Infinita, la mayoría de los Velocistas en el Universo DC combinaron sus poderes para impulsar a Superboy-Prime hacia la Fuerza de Velocidad. Con la ayuda de Max Mercury, Barry Allen y Johnny Quick, que se encontraban dentro de la Fuerza de Velocidad, varios Flashes desaparecieron en el intento, y, de acuerdo a Jay Garrick, la propia Fuerza de la Velocidad se había ido.
Bart Allen, vestido como Flash, más tarde apareció en Tokio para advertir que los Velocistas no pudieron detener a Superboy-Prime, y corroboró la afirmación de Jay Garrick, de que la Fuerza de velocidad ya no existía.
Un año después del final de Infinite Crisis, la Fuerza de Velocidad se creía aún perdida, y Jay Garrick fue el único Flash que, gracias a su meta-gen, pudo compensar la pérdida de la Fuerza de Velocidad. Sin embargo, pronto se puso de manifiesto que la Fuerza de velocidad seguía existiendo. La Fuerza de velocidad se había vuelto inestable y Bart tenía miedo de que lo matara. De acuerdo a las pruebas ejecutadas por S.T.A.R. Labs, toda la Fuerza de Velocidad estaba ahora en el interior de Bart Allen, quien es ahora la única persona que podía utilizarla. A pesar de esto, Owen Mercer (hermanastro de Bart) todavía consigue ocasionales accesos a la Fuerza de Velocidad, antes de y después de la muerte de Bart, lo que causó que su cuerpo generara un "fondo bio-campo eléctrico." 
Cuando Bart murió, Wally West reclama el traje como Flash y utiliza libremente la Fuerza de Velocidad a voluntad. Wally impidió el regreso de Bart de acceder a la Fuerza de Velocidad, inesperadamente causando su muerte. Con la Fuerza de Velocidad de Bart en libertad, regresó y Jay Garrick puede utilizarla para ir más allá de la velocidad del sonido ya que se limitó a antes, y Jesse Salas 'velocidad ha regresado.
La Fuerza de Velocidad se ha visto en el futuro un número de veces. Un futuro Flash, Blaine Allen, fue golpeado por un dilema. Su hijo, Jace, estaba infectado con un virus de un futuro azul cobalto. A diferencia de muchos otros miembros de la familia Allen, Jace no fue dotado de super velocidad de la Velocidad de Fuerza y su metabolismo no sería capaz de manejarlo. Blaine eliminó todas las velocidad de todas las moléculas en Petrus, de manera efectiva la congelación del planeta. Azul cobalto señaló que le gustó la idea. "Nadie muere de esa manera, es verdad ... pero no se vive bien." A su juicio, este largo y decidió tomar Jace a la Fuerza Velocidad. Como corrió Jace a la Fuerza Velocidad, fue absorbido en su lugar.

## The New 52
En el reinicio del universo DC conocido como los nuevos 52, Barry Allen explora los misterios detrás de la fuerza de la velocidad, cuando Barry viaja dentro de la speed force, se encuentra con Turbine , un piloto de la Segunda Guerra Mundial absorbido por la speed force, le revela que la speed force es una especie de bola de energía que genera energía residual en exceso, que necesita ser eliminada, cuando Barry usa sus poderes, utiliza esta energía residual, así que el actúa como una especie de válvula que evita que se sobrecargue, por lo que es necesario que el siga corriendo.
Los gorilas de Gorila city, tienen una profecía acerca de la luz (el nombre con el que denominan a la speed force) que relata sobre un individuo conocido como el “elegido”, el único ser digno de cargar con el poder de la speed force, estos consideran que Barry es este “elegido”.